# Bugula scaphula
Bugula scaphula är en mossdjursart som beskrevs av Tilbrook, Hayward och Gordon 200. Bugula scaphula ingår i släktet Bugula och familjen Bugulidae. Inga underarter finns listade i Catalogue of Life.